# Kuoraslantot
Kuoraslantot är ett par sjöar i Gällivare kommun i Lappland som ingår i Kalixälvens huvudavrinningsområde:
- Kuoraslantot (Gällivare socken, Lappland, 748860-171683), sjö i Gällivare kommun
- Kuoraslantot (Gällivare socken, Lappland, 748882-171680), sjö i Gällivare kommun